# فريدة الشوباشي
تاريخ الميلاد 20 فبراير 1938
فريدة الشوباشي كاتبة صحفية وإعلامية مصرية وهي رئيسة جمعية حقوق المواطن في مصر.
ولدت فريدة الشوباشي في مدينة القاهرة بمصر، كانت مسيحية ثم أسلمت، وهي أرملة علي الشوباشي المثقف اليساري شقيق الكاتب شريف الشوباشي وابن الأديب محمد مفيد الشوباشي.
لفريدة كتابات ومقالات في عدد من الجرائد المصرية المعارضة تحديدا، لديها برنامج سياسي اجتماعي على قناة النيل للأخبار وهو «مطلوب للتعقيب»، كما أن لديها عدة مؤلفات منها «عبارة غزل» و«الخاتم والخاتم» هي مجموعة قصصية. تزوجت وهي مسيحية من الكاتب اليساري علي الشوباشي. قالت فريدة أنها اعتنقت الإسلام بعد أن قرأت سيرة عمر بن الخطاب، لتتعمق بعد ذلك في القراءة عن الإسلام لترسل لزوجها بعد ذلك -وكان في المعتقل وقتها- لتخبره بتحولها إلى الإسلام، وفي 12 يناير 2021 ترأّست الجلسة الإجرائية لمجلس النواب المصري لتصبح أول سيدة في تاريخ الحياة النيابية تترأس البرلمان المصري.

## من مسيرة حياتها
نشأت فريدة الشوباشي (وهي اتخذت اسم زوجها علي الشوباشي) في أسرة مسيحية وتقول أنها عرفت منذ صغرها قدرتها المتميزة في استيعاب ما تقرأ. فكان كل ما تقرأه يعلق في ذهنها بسهولة. وكان تعليمها الابتدائي في مدرسة فرنسية، فنشأت تتقن اللغة الفرنسية حتى أنها كانت تعطي فيها دروسا خصوصية لتلاميذ يكبرونها سنا. وكانت في ذلك الوقت في سن الثانية عشر من عمرها. وتسرد السيدة فريدة الشوباشي في لقاء على شاشة التلفزيون المصري (2012) أنها كانت صريحة في تفكيرها ومعاملاتها وأنها لا تتراجع عن مبادئها في استبداد الرأي، وهذا ما تتحلى به إلى الآن من كذب في القول والتعبير عن اقتناعها.
وقابلت زميلها علي الشوباشي الذي أحبته في مقتبل العمر، وكانت تدرس الحقوق في الجامعة في ذلك الوقت وأصرت على الزواج منه، وعانى الزوجان من مواقف عائلتها وعائلته بالنسبة لاختلاف ديانتهما، ولكنها أصرت على الزواج من الشخص الذي تحبه. وبعد الزواج بسنتين حدث أن اعتقل زوجها واضطرت للحياة بمفردها طوال فترة غيابه عنها، إلا أنها كانت تراسله دائما وهو في المعتقل.
في أوائل السبعينيات غادر الزوجان مصر إلى فرنسا حيث عمل زوجها علي الشوباشي في الإذاعة الفرنسية. أما هي فقد كانت تأمل العمل مع أحد المحامين المصريين الكبار، كان له مكتب محاماة في فرنسا، إلا أنه توفي مبكرا. وضاعت فجأة فرصتها للعمل في المحاماة هناك. فأشار عليها زوجها علي على أن تعمل في الإذاعة أو التلفزيون الفرنسي. وبعد تراجع قليل بسبب كونها دارسة المحاماة وكيف تعمل في الإعلام؛ إذ يحتاج الإعلام إلى خبرات ومهارات أخرى تختلف عن المحاماة والنظر في قضايا. ولكنها التحقت بعد ذلك بتلفزيون مونت كارلو. وكان اهتمامها الأول هو أن تمثل بلدها مصر والبلاد العربية، وعلى الأخص المشكلة الفلسطينية وشرحها للعالم. وقامت بأحسن تمثيل في شرح قضايا البلاد للغير في الخارج. واستمر عملها في مونت كارلو نحو 26 عاما. فكانت خير سفيرة لبلادها في الخارج.
تتسم فريدة الشوباشي  بوضوح الرؤية والإصرار على الحق، الشيء الذي دفعها إلى تأسيس جمعية حقوق المواطن في مصر. وتساهم في لقاءات كثيرة مع وسائل الإعلام المختلفة لتأييد ثورة 25 يناير 2011، واحترام الحريات، والعمل بجدية على حسن صياغة الدستور المصري الجديد، الذي سوف تعيش عليه البلاد عدة أجيال قادمة؛ وأن يكفل الدستور الجديد الحرية والعدالة وتساوي الجميع أمام القانون.
عملت فريدة الشوباشي  مع أعلام كثيرة من أعلام الأدب والصحافة العربية منهم محمد حسنين هيكل، ونجيب محفوظ وجمال الغيطاني. وقامت بتأليف العديد من الكتب وكانت أول قصة لها تحت عنوان «الإنسان»، وتقوم فريدة الشوباشي حاليا (2012) بتأليف كتاب من المتوقع أن يكون عنوانه «كاتم الصوت».

## وصلات خارجية
- أخبار الأدب